# Maurice Tchuenté
Maurice Tchuenté né en 1951 au Cameroun est professeur d'informatique à l'Université de Yaoundé I. Il est le président du conseil d'administration (PCA) de l'Université de Yaoundé II Soa.

## Vie familiale
Maurice Tchuenté est originaire de la région de l'Ouest Cameroun marié et père de quatre enfants.

## Carrière
Lors de la création de l'université de Yaoundé 2 par le décret présidentiel n° 93/026 du 19 janvier 1993, elle subit une réorganisation par le décret N° 93/037 du 29 janvier 1993 où il est nommé vice-recteur de cette université poste qu'il occupe de 1993 à 1996. Il occupe le poste de recteur dans plusieurs universités d'état du Cameroun à l'instar de: recteur de l'université de Dschang de 1996 à 1998, recteur de l'université de Ngaoundéré de 1998 à 2000, recteur de l'université de Douala de 2000 à 2002. Il est nommé en 2002 Ministre d'enseignement supérieur en remplacement de Jean-Marie Atangana Mebara poste occupé jusqu'en 2004. Le chef de l'état, son excellence Monsieur Paul Biya nomme Maurice Tchuenté président du conseil d'administration à l'Agence Nationales des Technologies de l'Information et de la communication(ANTIC) le 24 janvier 2006 par décret n°2006/025 poste qu'il occupe jusqu'en juillet 2009, puis devient vice-chancelier à l'université de Buea de 2009 à 2017. En juin 2017 il est nommé président du conseil d'administration de l'université de Yaoundé 2 jusqu'en présent. Maurice Tchuenté est membre de plusieurs conseils internationaux a savoir: membre de conseil scientifique de l'IRD en France, membre du conseil d'administration du conseil universitaire panafricain, membre du conseil d'administration de l'UNU/IIST à Macao et du conseil Scientifique de l'AUF. Il a contribué à la création deux laboratoires internationaux a savoir LIRIMA et UMMISCO.

## Distinctions, Prix, Honneurs
- Commandeur de l'Ordre International des Palmes Académiques du Conseil Africain et Malgache de l'Enseignement Supérieur (CAMES), avril 2002
- Chevalier de la Légion d'honneur (France), octobre 2000
- Chevalier de l'ordre national de la valeur (Cameroun) mars 2000[2]
- Boutros Boutros Ghali Award, en 1995 à l'université des Nations unies
- Lauréat du prix UNU et CNR Rao pour la recherche scientifique
- Lauréat du ‘’Concours 100 Innovations pour le Développement’’, AFD, 2014

## Œuvres
- Maurice Tchuenté, Etienne Kouokam, Pierre Auger, Effet de la spatialisation sur la dynamique de modèles compartimentaux: Application en Épidémiologie aux modèles de type SI, SIR et SIRS, France, Univ Européenne, 2011, 136 p. (ISBN 978-6131583964)